# Roquebillière
Roquebillière település Franciaországban, Alpes-Maritimes megyében. Lakosainak száma 1816 fő (2022. január 1.). Roquebillière Belvédère, La Bollène-Vésubie, Lantosque, Saint-Martin-Vésubie és Venanson községekkel határos.

## Népesség
A település népessége az elmúlt években az alábbi módon változott:
| Lakosok száma | 1426 | 1504 | 1539 | 1614 | 1767 | 1802 | 1841 | 1833 | 1822 | 1816 |
|               | 1968 | 1982 | 1990 | 2006 | 2013 | 2015 | 2017 | 2019 | 2020 | 2022 |